# Championnat d'Europe de football des moins de 17 ans 2015
Navigation
Euro 2014 Euro 2016
La phase finale de l'édition 2015 du Championnat d'Europe de football des moins de 17 ans s'est déroulé en mai 2015 en Bulgarie et a vu la France s'imposer en finale face à l'Allemagne,. Les joueurs nés après le 1er janvier 1998 pouvaient participer à la compétition.
Le Championnat d'Europe des moins de 17 ans de l'UEFA se déroule en trois phases : le tour qualificatif, le tour Élite et la phase finale. Le format a changé pour l'édition 2015 avec le passage de la phase finale de huit à 16 équipes.

## Éliminatoires

### Tour de qualification
Le tour de qualification se déroule du 19 septembre au 31 octobre 2014 avec 13 groupes de 4 équipes. Un pays est désigné pour accueillir tous les matchs de son groupe. Les deux premiers de chaque groupe sont qualifiés, ainsi que les deux meilleurs troisièmes au regard des résultats face aux deux premiers du groupe.

### Tour Élite
Au tour Élite, du 12 au 26 mars 2015, les 27 qualifiés et le tenant du titre, exempté du tour précédent, sont répartis en 7 groupes de 4 pays. Le premier de chaque groupe et les sept deuxièmes avec le meilleur bilan face aux équipes classées première et troisième de leur groupe se qualifient pour la phase finale et retrouvent le pays hôte, qualifié d'office.

## Phase finale
Du 6 au 13 mai 2015 : les 16 participants sont répartis en quatre groupes de quatre au premier tour. Les deux premiers de chaque groupe sont qualifiés pour les quarts de finale.

### Premier tour

#### Groupe A
Source
| Rang | Équipe   | Pts | J | G | N | P | Bp | Bc | Diff |
| ---- | -------- | --- | - | - | - | - | -- | -- | ---- |
| 1    | Croatie  | 7   | 3 | 2 | 1 | 0 | 3  | 0  | +3   |
| 2    | Espagne  | 5   | 3 | 1 | 2 | 0 | 3  | 2  | +1   |
| 3    | Autriche | 2   | 3 | 0 | 2 | 1 | 2  | 3  | -1   |
| 4    | Bulgarie | 1   | 3 | 0 | 1 | 2 | 2  | 5  | -3   |

#### Groupe B
Source
| Rang | Équipe    | Pts | J | G | N | P | Bp | Bc | Diff |
| ---- | --------- | --- | - | - | - | - | -- | -- | ---- |
| 1    | Allemagne | 9   | 3 | 3 | 0 | 0 | 7  | 0  | +7   |
| 2    | Belgique  | 6   | 3 | 2 | 0 | 1 | 4  | 2  | +2   |
| 3    | Tchéquie  | 3   | 3 | 1 | 0 | 2 | 1  | 7  | -6   |
| 4    | Slovénie  | 0   | 3 | 0 | 0 | 3 | 0  | 3  | -3   |

#### Groupe C
Source
| Rang | Équipe | Pts | J | G | N | P | Bp | Bc | Diff |
| ---- | ------ | --- | - | - | - | - | -- | -- | ---- |
| 1    | France | 9   | 3 | 3 | 0 | 0 | 7  | 0  | +7   |
| 2    | Russie | 4   | 3 | 1 | 1 | 1 | 4  | 3  | +1   |
| 3    | Grèce  | 4   | 3 | 1 | 1 | 1 | 3  | 3  | 0    |
| 4    | Écosse | 0   | 3 | 0 | 0 | 3 | 0  | 8  | -8   |

#### Groupe D
Source
| Rang | Équipe               | Pts | J | G | N | P | Bp | Bc | Diff |
| ---- | -------------------- | --- | - | - | - | - | -- | -- | ---- |
| 1    | Angleterre           | 7   | 3 | 2 | 1 | 0 | 4  | 1  | +3   |
| 2    | Italie               | 4   | 3 | 1 | 1 | 1 | 3  | 2  | +1   |
| 3    | Pays-Bas             | 3   | 3 | 0 | 3 | 0 | 2  | 2  | 0    |
| 4    | République d'Irlande | 1   | 3 | 0 | 1 | 2 | 1  | 5  | -4   |

### Tableau final
|  | Quarts de finale | Quarts de finale | Quarts de finale | Quarts de finale |           |           | Demi-finales | Demi-finales | Demi-finales | Demi-finales |  |  | Finale | Finale | Finale | Finale |
|  |                  |                  |                  |                  |           |           |              |              |              |              |  |  |        |        |        |        |
|  |                  |                  |                  |                  |           |           | 0            | 0            | 0            | 0            |  |  | 0      | 0      | 0      | 0      |
|  |                  |                  |                  |                  |           |           | 0            | 0            | 0            | 0            |  |  | 0      | 0      | 0      | 0      |
|  | Croatie          | Croatie          | 1 (3)            | 1 (3)            |           |           | 0            | 0            | 0            | 0            |  |  | 0      | 0      | 0      | 0      |
|  | Croatie          | Croatie          | 1 (3)            | 1 (3)            |           |           | 0            | 0            | 0            | 0            |  |  | 0      | 0      | 0      | 0      |
|  | Belgique         | Belgique         | 1 (5)tab         | 1 (5)tab         |           |           | 0            | 0            | 0            | 0            |  |  | 0      | 0      | 0      | 0      |
|  | Belgique         | Belgique         | 1 (5)tab         | 1 (5)tab         | Belgique  | Belgique  | 1 (1)        | 1 (1)        |              |              |  |  | 0      | 0      | 0      | 0      |
|  | 0                |                  |                  |                  | Belgique  | Belgique  | 1 (1)        | 1 (1)        |              |              |  |  | 0      | 0      | 0      | 0      |
|  |                  |                  | France           | France           | 1 (2)tab  | 1 (2)tab  |              |              |              |              |  |  | 0      | 0      | 0      | 0      |
|  | France           | France           | France           | France           | 1 (2)tab  | 1 (2)tab  | 3            | 3            |              |              |  |  | 0      | 0      | 0      | 0      |
|  | France           | France           | 0                |                  |           |           | 3            | 3            |              |              |  |  | 0      | 0      | 0      | 0      |
|  | Italie           | Italie           | 0                | 0                |           |           |              |              |              |              |  |  | 0      | 0      | 0      | 0      |
|  | Italie           | Italie           | 0                | 0                | France    | France    | 4            | 4            |              |              |  |  |        |        |        |        |
|  | 0                |                  |                  |                  | France    | France    | 4            | 4            |              |              |  |  |        |        |        |        |
|  |                  |                  | Allemagne        | Allemagne        | 1         | 1         |              |              |              |              |  |  |        |        |        |        |
|  | Allemagne        | Allemagne        | Allemagne        | Allemagne        | 1         | 1         | 0 (4)tab     | 0 (4)tab     |              |              |  |  |        |        |        |        |
|  | Allemagne        | Allemagne        |                  |                  |           |           |              |              |              |              |  |  |        |        |        |        |
|  | Espagne          | Espagne          | 0 (2)            | 0 (2)            |           |           |              |              |              |              |  |  |        |        |        |        |
|  | Espagne          | Espagne          | 0 (2)            | 0 (2)            | Allemagne | Allemagne | 1            | 1            |              |              |  |  |        |        |        |        |
|  | 0                |                  |                  |                  | Allemagne | Allemagne | 1            | 1            |              |              |  |  |        |        |        |        |
|  |                  |                  | Russie           | Russie           | 0         | 0         |              |              |              |              |  |  |        |        |        |        |
|  | Russie           | Russie           | Russie           | Russie           | 0         | 0         | 1            | 1            |              |              |  |  |        |        |        |        |
|  | Russie           | Russie           |                  |                  |           |           |              | 1            |              |              |  |  |        |        |        |        |
|  | Angleterre       | Angleterre       | 0                | 0                |           |           |              |              |              |              |  |  |        |        |        |        |
|  | Angleterre       | Angleterre       | 0                | 0                |           |           |              |              |              |              |  |  |        |        |        |        |
|  |                  |                  |                  |                  |           |           |              |              |              |              |  |  |        |        |        |        |

Matchs de qualification pour la Coupe du Monde U-17 2015
Les quatre éliminés en quart de finale se disputent les deux dernières places qualificatives européennes pour la coupe du monde des moins de 17 ans 2015.
| Équipe 1 | Résultat | Équipe 2 |
| -------- | -------- | -------- |
| Croatie  | 1 - 0    | Italie   |

| Équipe 1 | Résultat            | Équipe 2   |
| -------- | ------------------- | ---------- |
| Espagne  | 0 - 0 (3) - (5) tab | Angleterre |

Équipes qualifiées pour la coupe du monde U-17 2015
- France
- Allemagne
- Belgique
- Russie
- Croatie
- Angleterre